# ابرساس

نقشه پارس در دوره ساسانی

ابرساس منطقه‌ای تاریخی در جنوب ایران بود. از آن در سده سوم میلادی به عنوان املاک مهرک نوش‌زاد یاد شده‌است. ابرساس در سال ۲۲۲ به دست شاهنشاه ساسانی اردشیر بابکان (ح. ۲۲۴–۲۴۲) فتح شد و او آنجا را از توابع اردشیرخوره قرار داد.